# Ripiphorus stylopides
Ripiphorus stylopides is een keversoort uit de familie waaierkevers (Rhipiphoridae). De wetenschappelijke naam van de soort is voor het eerst geldig gepubliceerd in 1838 door Newman.